# Éliza Maillot
Pour les articles homonymes, voir Maillot.
Éliza Maillot est une actrice et metteuse en scène de théâtre française.

## Théâtre

### Comédienne
- 1986 : La Drague d'Alain Krief, mise en scène José Paul, Grand Théâtre d'Edgar - la punk, la vierge, Bibi, Lucette, Nadine
- 1989 : Un éléphant dans le jardin d'Éric Westphal, mise en scène José Paul, théâtre des Mathurins - Minette
- 1990 : Trois partout de Ray Cooney et Tony Hilton, adaptation Jean Poiret, mise en scène Pierre Mondy, théâtre des Variétés - Corentine
- 1994 : Bobosse d'André Roussin, mise en scène Stéphane Hillel, théâtre de la Michodière
- 1995 : Les Gagneurs d'Alain Krief, mise en scène Stéphane Hillel et José Paul, théâtre Rive Gauche
- 1997 : Accalmies passagères de Xavier Daugreilh, mise en scène Alain Sachs, théâtre La Bruyère - Marie-Annick
- 1998 : Accalmies passagères de Xavier Daugreilh, mise en scène Alain Sachs, tournée, La Pépinière Opéra
- 1998 : Pop-corn de Ben Elton, mise en scène Stéphan Meldegg, Théâtre La Bruyère - Farrah Dilamitri
- 2001 : Un homme à la mer de Ghigo de Chiara, mise en scène Stéphan Meldegg, théâtre La Bruyère - Silvia, Luisa, Alpha, l'hôtesse de l'air
- 2002 : Un petit jeu sans conséquence de Jean Dell et Gérald Sibleyras, mise en scène Stéphane Hillel, théâtre La Bruyère - Axelle
- 2003 : Un petit jeu sans conséquence de Jean Dell et Gérald Sibleyras, mise en scène Stéphane Hillel, tournée - Axelle
- 2004 : Un petit jeu sans conséquence de Jean Dell et Gérald Sibleyras, mise en scène Stéphane Hillel, Petit Théâtre de Paris - Axelle
- 2004 : Jacques a dit de Marc Fayet, mise en scène Agnès Boury, Petit Théâtre de Paris - Marie
- 2005 : Jacques a dit de Marc Fayet, mise en scène Agnès Boury, tournée - Marie
- 2007 : Les Monologues du vagin d'Eve Ensler, mise en scène Isabelle Rattier, Théâtre Michel
- 2008 : Entre 15h et 15h30 de Jean-Claude Islert, mise en scène Jean-Luc Moreau, théâtre Michel
- 2009 : Chat et Souris de Ray Cooney, mise en scène Jean-Luc Moreau, Théâtre de la Michodière - Charlotte Martin
- 2010 : Une heure trois-quarts avant les huissiers ! de Serge Serout, mise en scène Daniel Colas, Théâtre des Mathurins - Hyacinthe
- 2010 : C'est pas le moment de Jean-Claude Islert, mise en scène Jean-Luc Moreau, théâtre Saint-Georges
- 2011 : C'est pas le moment de Jean-Claude Islert, mise en scène Jean-Luc Moreau, tournée
- 2013 : Thé à la menthe ou t'es citron ? de Danielle Navarro-Haudecœur et Patrick Haudecœur, mise en scène Patrick Haudecœur, théâtre Fontaine, théâtre de la Renaissance
- 2016 : Thé à la menthe ou t'es citron ? de Danielle Navarro-Haudecœur et Patrick Haudecœur, mise en scène Patrick Haudecœur, théâtre Fontaine

### Metteuse en scène
- 2002 : Victor en liberté d'après Victor Hugo, Aktéon Théâtre
- 2003 : Qui est là ? de Jean Tardieu, Théâtre du Marais

## Filmographie

### Cinéma
- 1995 : Faites vos jeux (court-métrage) de Pablo Fréville
- 2000 : Salsa de Joyce Buñuel - Françoise
- 2008 : Enfin veuve d'Isabelle Mergault – Valérie
- 2022 : En attendant Bojangles - Une épouse au cocktail mondain

### Télévision
- 1991 : Cas de divorce, épisode Lindet contre Lindet - Suzanne Lindet
- 1991 : Maguy, épisode My fair Maguy - La nièce de Rose
- 1991 : Trois partout de Ray Cooney et Tony Hilton, mise en scène Pierre Mondy, réalisation André Flédérick - Corentine
- 1993 : Julie Lescaut, épisode Harcélements de Caroline Huppert - une vendeuse
- 1995 : Florene Larrieu : Le juge est une femme, épisode Le Secret de Marion de Didier Albert - Nina
- 1995 : Les Gromelot et les Dupinson (13 épisodes), de Frédéric Demont, Christophe Andréi et Olivier Guignard - Edwige Dupinson
- 1995 : Les Gagneurs d'Alain Krief, mise en scène Stéphane Hillel et José Paul, réalisation Yves-André Hubert - Geneviève
- 1995 : Passage avide de Christian Dob
- 1998 : Accalmies passagères de Xavier Daugreilh, mise en scène Alain Sachs, réalisation Yves Di Tullio - Marie-Annick
- 1998 : La Dernière des romantiques de Joyce Buñuel - Prune
- 1999 : Le Monde à l'envers de Charlotte Brandström - Patricia
- 2000 : Mary Lester, épisode Meurtre en retour de Philomène Esposito - Nadine Perec
- 2000 : On n'est pas là pour s'aimer de Daniel Janneau - Corinne
- 2000 : Avocats et Associés, épisode Les tensions durent de Denis Amar - Muriel
- 2001 : H, épisode Une histoire de livre d'Éric Lartigau - la prostituée
- 2001 : Un homme en colère, épisode La Seconde Maman de Marc Angelo - Laurence Carnot
- 2001 : Les Cordier, juge et flic, épisode Saut périlleux de Gilles Béhat - Lydie
- 2003 : Julie Lescaut, épisode Pirates de Pascale Dallet - Olivia Boulay
- 2003 : Navarro, épisode  Sortie autorisé" de Patrick Jamain - Valérie Paliewski
- 2003 : Un homme par hasard d'Édouard Molinaro - Nathalie
- 2004 : Si c'est ça la famille de Peter Kassovitz - la journaliste
- 2005 : Sœur Thérèse.com, épisode Marché conclu de Williams Crépin - Mireille
- 2006 : L'Affaire Villemin de Raoul Peck - la greffière Gisèle Guichard
- 2007 : Petits Secrets et gros mensonges de Laurence Katrian - Sophie
- 2007 : H.B. Human Bomb - Maternelle en otage de Patrick Poubel - Catherine Ferracci
- 2007 : Rose et Val, épisode Cran de sureté de Youri Fisherman - Lola Vigouroux
- 2007 : L'Hôpital, épisode État de choc de Laurent Lévy - Corinne
- 2008 : Le Tuteur, épisode Le Clandestin d'Édouard Molinaro - Sophie Lacouture
- 2011 : Section de recherches, épisode Mauvaise rencontre de Gérard Marx - la mère de Barbara

## Distinctions

### Nominations
- 2001 : nomination au Molière de la comédienne dans un second rôle pour Un homme à la mer
- 2003 : nomination au Molière de la comédienne dans un second rôle pour Un petit jeu sans conséquence